# Eat (NXT Soundtrack)
Eat (NXT Soundtrack) es el quinto EP de la cantante estadounidense Poppy. Fue lanzado el 8 de junio de 2021 por Sumerian Records. El EP sirvió como banda sonora para el programa WWE NXT.
Aunque no se lanzaron sencillos oficiales, muchas de las canciones se promocionaron en varios eventos a lo largo de 2021.

## Antecedentes y promoción
Tras el lanzamiento del álbum ambiental Music to Scream To... y el EP de Navidad A Very Poppy Christmas en el segundo semestre de 2020, Poppy reveló en una entrevista a la revista SPIN en diciembre que estaba trabajando en su cuarto álbum de estudio y otros proyectos. El 13 de marzo de 2021, Poppy anunció a través de sus redes sociales que interpretaría una nueva canción en la 63.ª Entrega Anual de los Grammy, al día siguiente se interpretó la pista Eat por primera vez, pero no se lanzó digitalmente como sencillo en el hora. Un mes después, el 6 de abril, se anunció que Poppy debutaría con una nueva canción en NXT TakeOver: Stand & Deliver. En el evento se interpretaron una versión de Adam and the Ants 'Stand and Deliver y una canción original llamada Say Cheese. Desde el 20 de abril, Say Cheese se convirtió en el tema principal de NXT.
El 8 de junio de 2021, Poppy regresó al programa de WWE en NXT y lanzó el EP Eat (NXT Soundtrack) en vivo, con Eat, Say Cheese y tres nuevas canciones. Dark Dark World también fue anunciado como el tema principal de NXT TakeOver: In Your House.

## Lista de canciones
| Eat (NXT Soundtrack) |                   |          |  |
| N.º                  | Título            | Duración |  |
| 1.                   | «EAT»             | 3:01     |  |
| 2.                   | «Say Cheese»      | 2:42     |  |
| 3.                   | «CUE»             | 3:26     |  |
| 4.                   | «Breeders»        | 2:26     |  |
| 5.                   | «Dark Dark World» | 2:49     |  |